# Towarzystwo Popierania Budowy Publicznych Szkół Powszechnych

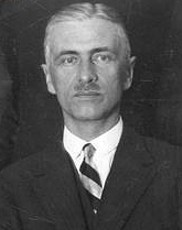
Władysław Raczkiewicz

Towarzystwo Popierania Budowy Publicznych Szkół Powszechnych (TPBPSP) − stowarzyszenie powołane w pierwszej połowie 1933 w celu gromadzenia z różnych źródeł funduszy, które następnie miały zostać obrócone w nieoprocentowane 20-letnie pożyczki, udzielane gminom na budownictwo szkolne w wysokości 25% kosztów budowy.
Przewodniczenie towarzystwu objął Władysław Raczkiewicz, ówczesny marszałek Senatu i późniejszy Prezydent RP na emigracji.
W 1935 TPBPSP zostało wpisane do rejestru stowarzyszeń wyższej użyteczności.
W lipcu 1939 akces do Towarzystwa zgłosili premier Felicjan Sławoj Składkowski i wicepremier Eugeniusz Kwiatkowski, którzy zostali członkami dożywotnimi organizacji.